# Carcaboso
Carcaboso ist ein spanischer Ort und eine Gemeinde (municipio) mit 1.069 Einwohnern (Stand: 2024) in der Provinz Cáceres in der autonomen Gemeinschaft Extremadura. Neben dem Hauptort Carcaboso gehört die Ortschaft Valderrosas zur Gemeinde.

## Lage und Klima
Carcaboso liegt knapp 80 km (Fahrtstrecke) nordnordöstlich der Provinzhauptstadt Cáceres in einer Höhe von ca. 295 m. Die Gemeinde wird vom Río Jerte durchflossen.

## Bevölkerungsentwicklung
| Jahr      | 1900 | 1950 | 1970 | 1981 | 1991 | 2001 | 2011 | 2021 |
| Einwohner | 358  | 732  | 1560 | 1404 | 1326 | 1209 | 1116 | 1082 |

Die Mechanisierung der Landwirtschaft und die Aufgabe bäuerlicher Kleinbetriebe („Höfesterben“) haben zu einer Abwanderung vieler Menschen in die Städte geführt.

## Wirtschaft
Die Landwirtschaft incl. der Viehzucht (ganadería) bildet die Wirtschaftsgrundlage der Gemeinde; infolgedessen haben sich einige kleinere verarbeitende Betriebe angesiedelt.

## Sehenswürdigkeiten

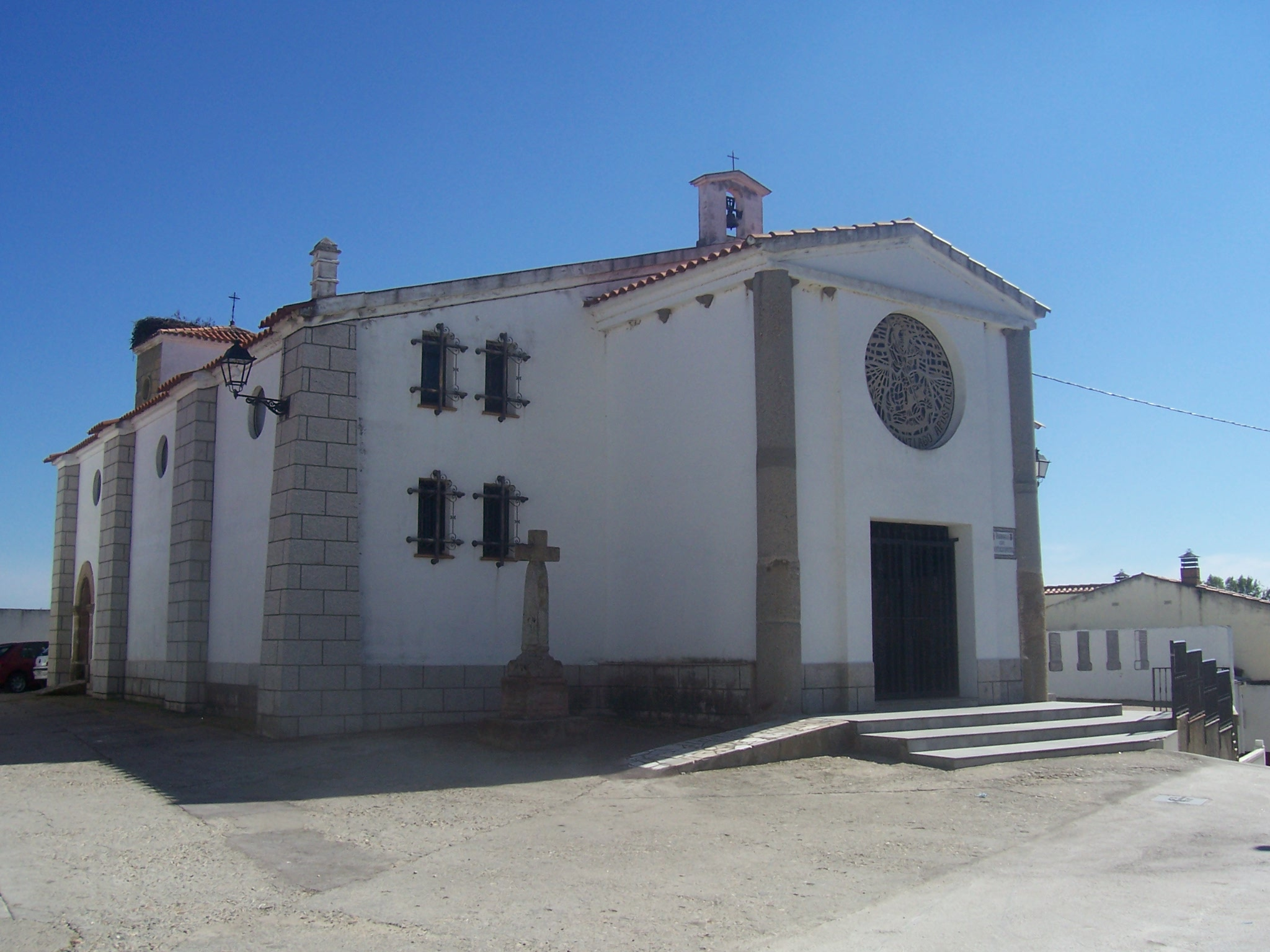
Jakobuskirche
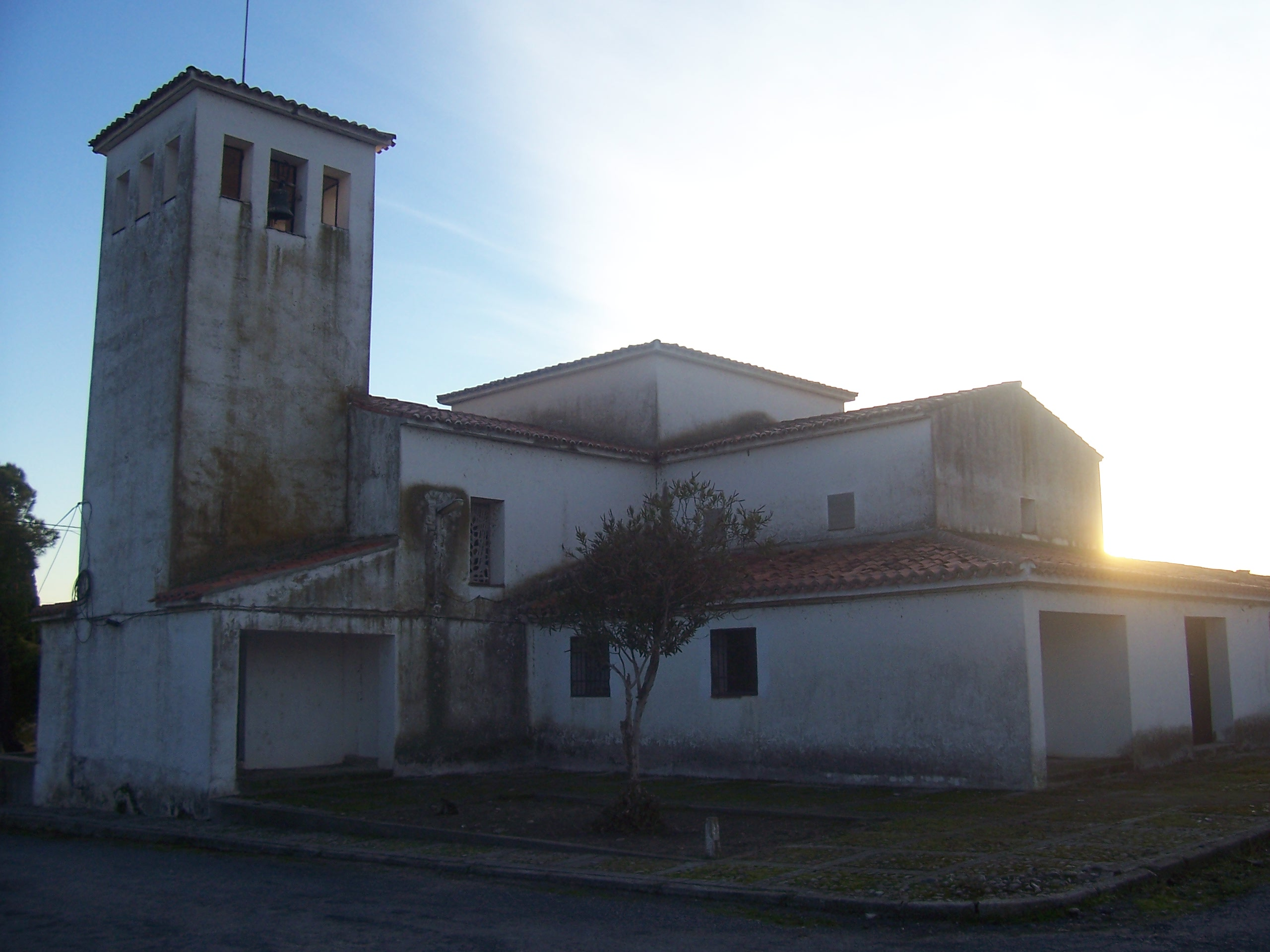
Kirche Valderrosas

- Jakobuskirche
- Kirche Valderrosas